# Едертал
Едертал (њем. Edertal) општина је у њемачкој савезној држави Хесен. Једно је од 22 општинска средишта округа Валдек-Франкенберг. Према процјени из 2010. у општини је живјело 6.659 становника. Посједује регионалну шифру (AGS) 6635009.

## Географски и демографски подаци
Едертал се налази у савезној држави Хесен у округу Валдек-Франкенберг. Општина се налази на надморској висини од 226 метара. Површина општине износи 115,7 km². У самом мјесту је, према процјени из 2010. године, живјело 6.659 становника. Просјечна густина становништва износи 58 становника/km².